# Zinacantepec
Zinacantepec é um município do estado do México, no México.